# Mike Williamson
Mike Williamson (né le 8 novembre 1983 à Stoke-on-Trent) est un footballeur anglais évoluant au poste de défenseur central devenu entraîneur

## Biographie
Il rejoint Newcastle en 2010.

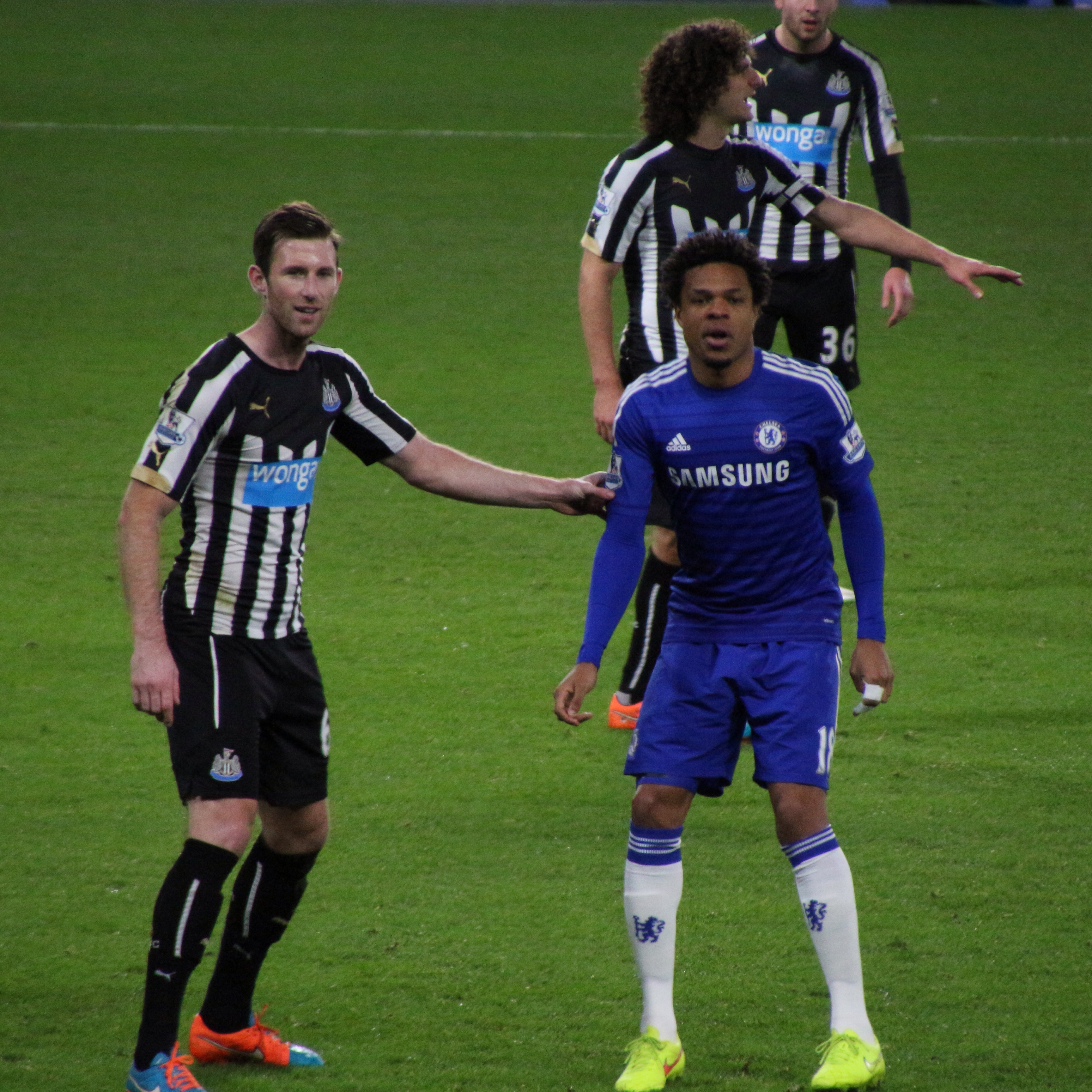
Williamson lors de Chelsea-Newcastle en 2015.

Le 29 octobre 2015, il est prêté à Wolverhampton Wanderers, club qui rejoint de manière permanente le 29 janvier 2016.
Le 26 juillet 2017, il rejoint Oxford United.
En août 2018, il signe en faveur de Gateshead FC.

## Palmarès
- Newcastle United
  - Championship
    - Vainqueur : 2010